# HD 152249
HD 152249，又名CD-4111036，SAO 227383、HR 6263，是一颗恒星，视星等为6.45，位于銀經343.45，銀緯1.16，其B1900.0坐标为赤經16h 47m 10.3s，赤緯-41° 1.16′ 0″。